# Doron de Termignon
Der Doron de Termignon (früher italienisch Dorone) ist ein Gebirgsfluss in Frankreich, der im Département Savoie in der Region Auvergne-Rhône-Alpes verläuft. Er entspringt unter dem Namen Torrent de la Rocheure einem kleinen Bergsee im Vanoise-Massiv, an der Südseite des gleichnamigen Bergsattels Col de la Rocheure (2911 m), im Gemeindegebiet von Termignon. In der Nähe des Zusammenfluss von Leisse und Torrent de la Rocheure liegt die Schutzhütte Refuge Entre-Deux-Eaux. Der Fluss entwässert zunächst in westlicher Richtung durch den Nationalpark Vanoise, dreht dann aber auf Süd und mündet nach insgesamt rund 23 Kilometern am westlichen Ortsrand von Termignon als rechter Nebenfluss in den Arc.

## Orte am Fluss
(Reihenfolge in Fließrichtung)
- Termignon

## Sehenswürdigkeiten
- Nationalpark Vanoise